# Fannie Bay
Fannie Bay är en stadsdel i Darwin i Australien. Den ligger i territoriet Northern Territory. Antalet invånare är 2 434.
Runt Fannie Bay är det tätbefolkat, med 550 invånare per kvadratkilometer.. Närmaste större samhälle är Darwin, nära Fannie Bay. 
Savannklimat råder i trakten. Genomsnittlig årsnederbörd är 1 801 millimeter. Den regnigaste månaden är januari, med i genomsnitt 507 mm nederbörd, och den torraste är augusti, med 1 mm nederbörd.